# Грушка (Могилёв-Подольский район)
Гру́шка (укр. Грушка) — село на Украине, находится в Могилёв-Подольском районе Винницкой области.
Население составляет 458 человек. Почтовый индекс — 24050. Телефонный код — 4337.
Занимает площадь 2,4 км².

## Религия

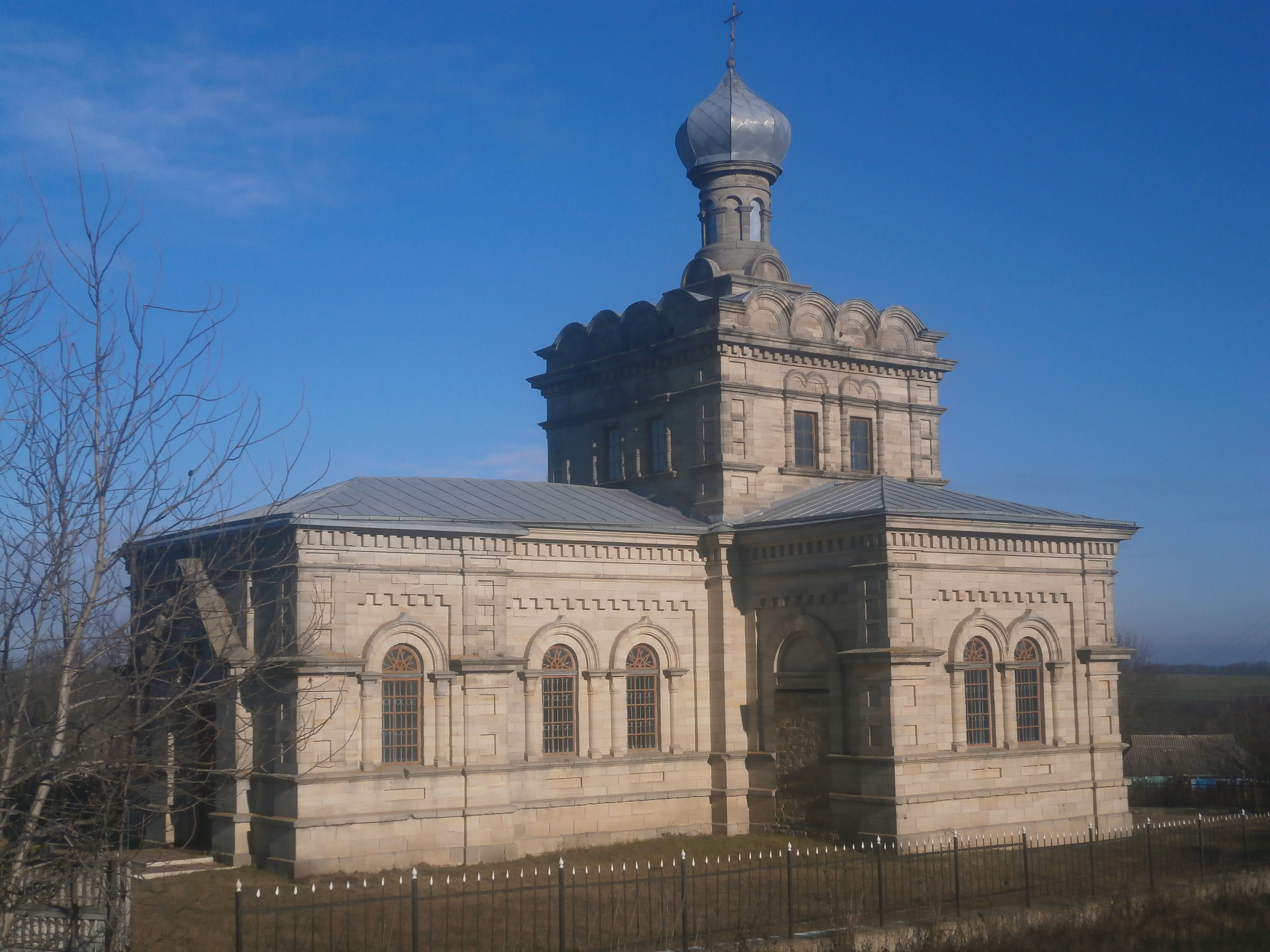
Свято-Димитриевский храм

В селе действует Свято-Димитриевский храм Могилёв-Подольского благочиния Могилёв-Подольской епархии Украинской православной церкви.

## Адрес местного совета
24050, Винницкая область, Могилёв-Подольский р-н, с. Грушка, ул. 70-летия Октября, 78